# Icosidodecaedro truncado
El Icosidodecaedro Truncado es un sólido de Arquímedes y tiene 62 caras (12 decágonos, 20 hexágonos y 30 cuadrados), 180 aristas y 120 vértices. Este nombre no es muy apropiado, pues al truncar un icosidodecaedro no se pueden obtener caras cuadradas sino rectangulares, resultando un poliedro topológicamente equivalente, pero no arquimediano. También se le llama Troncoicosidodecaedro, Icosidodecaedro rombitruncado, Gran rombicosidodecaedro y Norman Johnson le llamó Dodecaedro omnitruncado.

## Área y volumen
El área de la superficie de un Icosidodecaedro Truncado cuya arista mide a viene dada por la fórmula:
{\displaystyle {\begin{aligned}A&=30\left[1+{\sqrt {3}}+{\sqrt {5+2{\sqrt {5}}}}\right]a^{2}\\&\approx 174.2920303423a^{2}\\\end{aligned}}}
El volumen de un Icosidodecaedro Truncado cuya arista mide a es:
{\displaystyle {\begin{aligned}V&=(95+50{\sqrt {5}})a^{3}\approx 206.803399a^{3}.\\\end{aligned}}}